# Haza Mozgalom
A Haza Mozgalom (horvátul: Domovinski pokret, rövidítve: DP, 2021. februárig Miroslav Škoro Haza Mozgalom (horvátul: Domovinski pokret Miroslav Škore, rövidítve: DPMŠ) egy nacionalista, szélsőjobboldali horvátországi politikai párt. 2020 februárjában hozta létre Miroslav Škoro horvát népzenész. A DP-t a különböző elemzők konzervatívnak, populistának és nacionalistának tartják. A párt a 2020-as horvát parlamenti választáson koalícióban indult több kisebb jobb-szélsőjobboldali párttal, köztük a Horvát Konzervatív Párttal, a Horvátországi Növekedéssel és a Blokk Horvátországérttal. Megalakulása után sikeres számokat mutatott a közvélemény-kutatásokon.

## Története
2020. február 29-én, négy és fél hónappal a parlamenti választások előtt, a legutóbbi elnökválasztáson részt vevő volt képviselő Miroslav Škoro, megerősítette a médiának egy új párt megalakulását. Az alapító gyűlésen a zágrábi Panorama szállodában175 tag volt jelen, többségében új szereplők a politikai körökben. 

### A 2020-as parlamenti választások
A DP a közelgő választásra széleskörű jobbközép koalíciót próbált létrehozni. Tárgyaltak a Független Listák Hídjával, de nem született megállapodás. Több más párttal is koalíció jött létre, köztük a konzervatív horvát szuverenisták koalícióval, amely a 2019-es európai parlamenti választásokon indult, és az újonnan alapított Blokk Horvátországért párttal. A zöld listával is aláírtak egy koalíciós megállapodást, amely a „környezetvédelmet és a klímaváltozás elleni küzdelmet” hangsúlyozta. 2020. május 18-ra vált világossá, hogy a Híd párt egyedülé indul a választásokon. A Híddal folytatott tárgyalások kudarca ellenére a Škoro továbbra is a középről jobbra gyűjtött pártokat, egyesületeket és egyéneket. Május 27-én csatlakozott hozzá Karolina Vidović Krišto újságíró és Ljiljana Zmijanović tudós és háborús veterán. Május 28-án csatlakozott hozzá a Lazar Grujić vezette centrista Nyugdíjasok Pártja.
A Haza Mozgalom mind a 10 választókerületben részt vett a parlamenti választásokon, míg a 11-es választókerületben Željko Glasnović független listáját támogatták. A 2. választókerületben maga Miroslav Škoro egykori államfőjelölt volt a listavezető, amit azzal magyarázott, hogy ott kapta a legtöbb szavazatot az elnökválasztáson. A további listavezetők Zlatko Hasanbegović, Miroslav Škoro, Davor Dretar, Vesna Vučemilović, Ivan Penava, Stjepo Bartulica, Slaven Dobrović, Carla Konta, Hrvoje Zekanović és Ruža Tomašić voltak. A Haza Mozgalom köré tömörült koalíció végül összesen 16 mandátumot szerzett, ebből 12 mandátum a mozgalom tagjaié, a maradék 4 pedig a Horvát Szuverenistáké lett. Három megválasztott képviselő helyett azonban végül más képviselők kerültek a Száborba, így Krešimir Bubalt Stipo Mlinarić Ćipe, Marija Radićot Daniel Spajić, Ruža Tomašićot Marko Milanović Litre váltotta.

### A választások után
2020. július 16-án bejelentették, hogy a Haza Mozgalom egyesül a Blokk Horvátországért nevű szervezettel, amelynek elnöke Zlatko Hasanbegović volt. A megállapodás szerint minden tag, aki szeretne csatlakozni a Haza Mozgalomhoz az egyesülés révén helyet kapott volna Zágráb Város Önkormányzatának Közgyűlésében, így Hasanbegović a Szülőföld Zágrábért Mozgalom koordinátora és a Haza Mozgalom jelöltje is lett volna Zágráb polgármesterének tisztségére a 2021-es helyhatósági választásokon. Később kiderült, hogy az egyesülés nem valósult meg, a zágrábi polgármesterjelölt pedig 2021-ben maga Miroslav Škoro volt, aki bejutott a második fordulóba a Tudjuk! (Močemo!)-párti Tomislav Tomašević ellen, de ott súlyos vereséget szenvedett.
2020. szeptember 15-én bejelentették, hogy a horvát szuverenisták úgy döntöttek, megválnak a Haza Mozgalomtól. Indokként a mozgalomban uralkodó káoszt és széthúzást hozták fel, és hogy „nem akarnak részesei lenni ennek a történetnek”. Indoklásként azt is közölték, hogy zavarja őket, hogy a Haza Mozgalom el akar távolodni a jobboldaltól, és a centrum felé kíván mozdulni. Ugyanakkor a horvát szuverenistáknak már a parlamenti tevékenység kezdetétől megvolt a saját, Haza Mozgalomtól független képviselői frakciójuk, ellentétben az együttműködéséről szóló megállapodásban előirányzott elvekkel.

### A 2021-es helyhatósági választások
A 2021-es helyhatósági választásokon Vukováron a Haza Mozgalom szerezte meg az irányítást, Vukovár polgármestere pedig Ivan Penava lett.A legnagyobb médiavisszhang azonban Zágrábban volt, ahol Miroslav Škoro a második fordulóban zágrábi polgármesterjelölt volt a Tudjuk!-ból származó Tomislav Tomašević ellenében. A második körben azonban súlyos vereséget szenvedett.
Egyes megyékben a mozgalom mandátumokat szerzett a megyei közgyűlésben. Split-Dalmácia megyében a közgyűlést másodszorra sem sikerült összeállítani. A harmadik és az utolsó kísérlet a közgyűlés összeállítására 2021 augusztusában történt. A DP három képviselője elengedhetetlen volt ahhoz, hogy a HDZ és a HGS többségbe kerüljön. Közülük két képviselő csatlakozott a kormányzó koalícióhoz, közülük az egyik, Mate Šimundić lett az újonnan alakult közgyűlés elnöke, a másik Marko Žaja volt.  Mindkettőjüket kizárták a Haza Mozgalomból. Később megerősítették, hogy Šimundić ellen fegyelmi eljárás indult.

### Škoro távozása
2021. július 20-án Miroslav Škoro a párt pénzügyei körüli vita miatt lemondott pártelnöki posztjáról. A pártot ezután megbízott elnökként Mario Radić vezette.  Ezt hamarosan fegyelmi eljárás követte Škoro és nővére, Vesna Vučemilović ellen, ezért úgy döntöttek, hogy kilépnek a pártból.
2021 augusztusában folytatódtak a párton belüli konfliktusok, és Škoro egyre távolabb került a mozgalom vezetésétől. Így néhány DP-tag a Škora oldalára állt, sokan pedig a DP vezetése mellé álltak. Így a párton belül két áramlat bontakozott ki. Időközben fegyelmi eljárás indult Škoro ellen, és Robert Pauletić, a párt egy másik prominens tagja is kilépett a Haza Mozgalomból. 2021. augusztus 16-án a Nova TV-nek adott interjújában Škoro kijelentette, hogy azért mondott le, mert kiábrándult abból, amivé a párt vált.
Miroslav Škoro 2021. augusztus 19-én kilépett a pártból. Ezzel csak 8 mandátuma maradt a pártnak. Škoro pártból való kilépése után a Crobarometra felmérése szerint a párt szavazóinak száma 5%-ra csökkent. 2021 szeptemberében Škoro és Vesna Vučemilović megerősítette, hogy csatlakoznak a horvát szuverenisták parlamenti frakciójához, amely ezzel 4-ről 6-ra növelte a frakció  tagjainak számát. Szintén 2021 szeptemberében ismét bejelentették, hogy a Haza Mozgalom és a Blokk Horvátországért párt élén Zlatko Hasanbegovićcsal egyesült.Korábban 2020-ban nem történt ilyen egységesítés. 2021. október 9-én Ivan Penava lett a Haza Mozgalom új elnöke.

## Választási eredmények
| Választás | Szavazatok száma | Szavazatok aránya | Mandátumok száma | Parlamenti szerepe |
| --------- | ---------------- | ----------------- | ---------------- | ------------------ |
| 2020      | 181 492          | 10,89%            | 12               | ellenzék           |